# Вовчиця (телесеріал)
Вовчиця — українсько-російський телевізійний серіал, відзнятий творчими об'єднаннями «Мамаду» і «Опал» на замовлення телеканалів «Росія» та «Інтер».

## Сюжет
Андрій Морозов — один із найбільших бізнесменів краю, власник великого винного заводу й найкращих виноградників. Здоровий 35-річний чоловік у повному розквіті сил одружений із красунею, насолоджується всіма благами, які можна купити, і спить спокійно, бо совість його чиста. Гроші Морозова зароблені виключно чесним шляхом і невпинною працею.
Щаслива пара, Андрій і Анастасія, живуть у новому домі, творінні відомого архітектора, що розробив проєкт на замовлення власників. Незабаром подружжя збирається відзначати п'ятиріччя спільного життя. Здавалося б, на них чекає лише безхмарне щастя…
Удар у спину завдає близький друг і заступник Морозова — Анатолій Комов. Спостерігаючи щодня добробут свого шефа, він усе більше заздрить йому аж ніяк не білою заздрістю. До всього цього додається таємна пристрасть Комова до дружини Морозова. Він клянеться собі заволодіти красунею Анастасією хоч би там що.
Анатолій окреслює план «підстави» і блискуче його здійснює. Йому вдається очорнити свого шефа і сховати за ґрати. Бізнес залишається в руках віроломного Комова, але Анастасія не здається. Вірна дружина вирішує боротися за свого коханого чоловіка, за свою честь і за добробут своєї сім'ї…

## У ролях
- Марія Казначеева — Анастасія Морозова
- Михайло Мамаєв — Андрій Морозов, чоловік Анастасії
- Андрій Лебединський — Герман Сапсай, хлопець Олесі
- Соф'я Ігнатова — Катерина (Кет) Кіпріану, танцівниця
- Інга Стрєлкова-Оболдіна — Лідія Сапсай, мати Германа
- Олександр Берда — Віктор Румянцев, батько Германа
- Борис Невзоров — отець Іоанн
- Вікторія Токманенко — Поліна, подруга Олесі
- Олександр Круш — дядько Макар
- Єлизавета Курбанмагомедова — Олеся Комова, донька Анатолія
- Марія Кожевнікова — Олеся Комова[1]
- Еммануїл Віторган — Петро Морозов, батько Андрія
- Дар'я Сагалова — Любов Кіпріану, сестра Кет
- Віктор Вержбицький — Анатолій Комов
- Людмила Нільська — Марія Морозова, мати Андрія
- Олексій Булдаков — Юрій Скрябін, слідчий
- Олег Мосальов — Максим Антонов
- Анатолій Лобоцький — П'єтро Дель Віто, італієць
- Володимир Долинський — Дмитро Лачин, адвокат
- Олександр Перков — Микола
- Марія Климова — Ольга Стрелецька
- Дмитро Лалєнков — Аркадій Стрелецький
- Олексій Богданович — Олексій Артамонов, журналіст
- Євген Єфремов — Сергій Бакотин / «Баклан»
- Ольга Лук'яненко — Віка, медсестра
- Андрій Павленко — Михайло, єгер
- Ігор Пісний — Василь
- Галина Стаханова — Степанівна
- Володимир Стєклов — шарлатан
- Анатолій Суханов — Тадеуш, хореограф
- Олена Єрьоменко — лікар-гінеколог
- Олександр Погребняк — хлопець у барі
- Андрій Дебрін — водій
- Сергій Романюк — Решко, начальник Скрябіна